# 古谷剛彦
古谷 剛彦（ふるや たけひこ、1975年 11月25日- ）は、東京都出身 の競馬評論家である。
内外タイムス記者 を経て2009年12月から「楽天競馬スペシャルアドバイザー」となり、地方競馬を中心に独特の相馬眼を元にしたパドック解説を行っている。

## JRDBとの関わり
関西大学総合情報学部の在学中に赤木一騎率いるJRDBに参加し、相馬眼を磨く。大学卒業後はローカル競馬場を中心としてJRDBのパドック馬体診断担当者を務める。2001年からホッカイドウ競馬の解説者となり、そのころからJRDBとしての仕事は少なくなっている。

## その他
- 東京ディズニーリゾートへ赴くのを好む[1]。
- 横浜ベイスターズのファンで前身の大洋ホエールズ時代から応援している。
- スポーツ報知においてこちら日高支局です古谷剛彦と題した馬産地やセリなどをテーマとしたコラムを週一回書いている。
- YouTubeのふるやっちチャンネルでは門別競馬のレース展望を行っている他南関の重賞展望や中央のメインレース展望また不定期で生配信も行っている

## 出演番組
- 日曜レース展望KEIBAコンシェルジュ（グリーンチャンネル）
- 馬産地通信（グリーンチャンネル）
- グリーンチャンネル地方競馬中継（グリーンチャンネル） - ホッカイドウ競馬を取り上げる回を中心に出演
- アタック!地方競馬（グリーンチャンネル）ノースアタッカー※不定期出演
- 楽天競馬直前予想討論会（楽天競馬公式YouTubeチャンネル、ダートグレード競走開催前出演）
- 楽天競馬馬券対決生配信(主にＭＣとして)

### 過去
- グリーンチャンネル日高支局定期便（グリーンチャンネル）
- ラジオ日本 日曜競馬実況中継（内外タイムス時代）